# Mídia ocidental
Mídia ocidental é a mídia de massa do mundo ocidental. Durante a Guerra Fria, a mídia ocidental competia com a mídia soviética. Desde então, ela se expandiu para países em desenvolvimento (tanto ocidentais quanto não-ocidentais) ao redor do mundo.

## História
As origens da mídia ocidental podem ser traçadas até o século XV, quando as prensas móveis começaram a operar na Europa Ocidental. O surgimento da imprensa no século XVII está intimamente relacionado com o espalhamento global da prensa móvel.
Na Grã-Bretanha, os jornais se desenvolveram durante um período de instabilidade política, onde o poder absoluto da Monarquia estava sendo desafiado. Em 1641, pela primeira vez os jornais foram banidos de publicar notícias sobre questões domésticas. As elites exerceram um contre restrito aos veículos de mídia para impedir sua expansão, o que não funcionou. Ao fim do século XVIII, mais de 10 milhões de jornais foram distribuidos anualmente apenas na Inglaterra.
Durante a Guerra Fria, os Estados Unidos e a União Soviética iniciaram uma intensa campanha de diplomacia midiática com o intuito de criar a reputação internacional uns dos outros. A Voice of America e Radio Free Europe foram criadas pelos Estados Unidos como um contraponto ao monopólio da imprensa soviética no Bloco do Leste. De acordo com James Schwoch, "A programação e desenvolvimento da televisão no modelo ocidental não começou com a livre circulação de informações do oeste para o leste, mas como um forte contrapeso que previnia e desencorajava o ambiente televisivo europeu de origem soviética".
Com o desenrolar da Guerra Fria, os veículos de mídia ocidentais foram gradualmente aceitos como fontes de notícias confiáveis. Pesquisas mostram que 91% dos imigrantes da Alemanha Oriental consideravam os veículos de mídia ocidentais mais confiáveis do que os da Alemanha Oriental.

## Características
De acordo com Tariq Ali, editor da New Left Review, "a noção de imprensa livre na mídia ocidental no século XX evoluiu como um contraponto ao modelo de monopólio estatal da antiga União Soviética com o objetivo de mostrar superioridade ao acomodar uma diversidade de vozes. Em termos do que é publicado e mostrado, o pico da mídia ocidental foi durante a Guerra Fria".

### Cobertura global
África: Um estudo de 1997 descobriu que a revista americana Newsweek e a alemã Der Spiegel reportava regurlamente notícias africanas, mas "a maioria delas vindas de regiões de conflito e podem ser classificadas como notícias de crise". O estudo concluiu que "a quantidade de notícias sobre crise e não-crise" era mais balanceada na Newsweek do que a Der Spiegel.
Oriente Médio: Entre as afirmações sobre a cobertura da região, está a de representações de árabes baseadas em mitos e estereótipos e que a cobertura do conflito israelo-palestino é simpática a Israel e aos judeus israelenses.

### Cobertura de conflitos militares
Houve muitas críticas da cobertura midiática até a Invasão do Iraque em 2003. Um estudo analisou todas as reportagens durante o período da noite sobre o Iraque da ABC, CBS e NBC. O estudo concluiu que "a cobertura midiática conforma de algumas formas com o senso comum: a maior parte das citações frequentemente usadas vinham de pessoas do governo Bush, as vozes dos grupos anti-guerra e da oposição Democrata mal eram audíveis e a cobertura no geral era favorável a uma perspectiva pró-guerra". porém, o estudo também aponta que "é muito simples concluir que as posições anti-guerra foram completamente marginalizadas. Em contraste com críticas comuns da cobertura midiática, até mesmo as elites dos Estados Unidos não reagiram publicamente, e os jornalistas não foram taxados de trabalharem a favor do inimigo por suas posições anti-guerra". Na época, os veículos de mídia referiam a "oposição estrangeira—em particular do Iraque e pessoas de países como a França que argumentavam por um armistício através da diplomacia".
Max Abrahms, escrevendo para a Foreign Affairs, criticou a mídia ocidental pela cobertura da Guerra Civil Síria, argumentando que era demasiadamente favorável a Oposição Síria e que falhou em levar em consideração seus elementos extremistas.

### Cobertura de direitos humanos
A cobertura global dos direitos humanos aumentou na mídia do norte global entre 1985 e 2000. Uma análise de regressão feita com as revistas The Economist e Newsweek descobriu que "estas duas fontes de mídia cobrem abusos aos direitos humanos com mais frequência quando eles acontecem em países com maiores níveis de repressão estatal, desenvolvimento econômico, população ou que chamou mais atenção da Anistia Internacional. Também foi encontrado alguma evidência de matérias de capa sobre abertura política, número de mortos em batalha e sociedades civis, apesar de seus efeitos não serem robustos".
Em 2008, uma análise empírica dos efeitos do ato de "nomear e envergonhar" (naming and shaming, no original) governos acusados de perpetrar abusos contra os direitos humanos (tanto contra veículos de mídia quanto contra organizações não-governamentais) descobriu que "governos que se notorizam globalmente por suas violações normalmente adotam posteriormente melhores proteções aos direitos políticos, mas raramente param ou diminuem os atos de violência". O estudo também concluiu que "em alguns lugares, a publicidade global é seguida de ainda mais repressão em um curto período de tempo, exacerbando a insegurança dos líderes e sua tendência de usar o terror, especialmente quando há grupos armados de oposição ou eleições ameaçando seu monopólio de poder".

### Propriedades
A maior parte da mídia de massa dos Estados Unidos é privada. Em outras nações democráticas ao redor do mundo, especialmente na Europa Ocidental, os veículos de mídia físicos são majoritariamente privados, mas a radiodifusão pública é dominante. Historicamente, os Estados Unidos é a única nação desenvolvida que "criou um sistema de radiodifusão que era sustentada por publicidade desde praticamente o seu início". O modelo contrastante da Europa Ocidental vê as mídias públicas como "uma representação da cultura nacional".

### Liberdade de imprensa
Em 2024, os países com as maiores notas no Índice de Liberdade de Imprensa do Repórteres Sem Fronteiras foram os seguintes: Noruega, Dinamarca, Suécia, Países Baixos, Finlândia, Estônia, Portugal, Irlanda, Suíça e Alemanha. A UNESCO reportou em 2014 que "A liberdade para publicar nos 27 países das regiões da Europa Ocidental e America do Norte continua forte e amplamente defendida".

## Criticismo
Nos anos 70, alguns pesquisadores da área de estudos de comunicação, como Oliver Boyd-Barrett, Jeremy Tunstall e Elihu Katz, fizeram avançar uma perspectiva de "mídia imperialista". Esta teoria postula que há um "fluxo iníquo de produção cultural do Primeiro ao Terceiro Mundo, onde a mídia de economias capitalistas avançadas são capazes de influenciar substancialmente, quando não determinar, a natureza da produção cultural e consumo em países do Terceiro Mundo", levando a uma hegemonia cultural a favor do individualismo e consumerismo. Lee Kuan Yew, da Singapura, nacionalistas hindus, da Índia, e autoridades chinesas já restringiram a mídia ocidental em suas nações por ser uma possível ameaça aos valores asiáticos. Outros pesquisadores, como Fred Fejes, Daniël Biltereyst e Hamid Naficy, criticaram este modelo, afirmando que os efeitos da mídia se baseiam sem bons motivos na teoria hipodérmica, sem levar em conta os efeitos do comportamento e visão de mundo da audiência, assim romantizando a cultura nacional.

### Índia
Em 2015, Arnab Goswami, o antigo editor-chefe do canal indiano de notícias em inglês, o Times Now, criticou a hegemonia da mídia ocidental, afirmando que ela arruinou a balança de poder global. Como exemplo, ele citou que os Estados Unidos e o Reino Unido contribuiam com 74% das fontes de notícias globais, enquanto a Ásia contribuia apenas com 3%. De acordo com ele, "[s]e eu precisasse resumir, basicamente estou dizendo que os indianos são 'o povo menos insular e mais mente aberta', enquanto os 'americanos são mais insulares', mas possuem completo domínio da narrativa global em terno de notícias".

### China
Após o Ataque de Kunming em 2014, a mídia estatal chinesa e os usuários chineses nas redes sociais criticaram os principais veículos de mídia ocidentais por usar aspas na palavra "terrorismo" em seus artigos sobre o evento. Alguns internautas chineses entenderam que as aspas eram para indicar que a alegação foi feita pelo governo chinês, porém outros acusaram a mídia ocidental de apoiar os separatistas. A China acusou os "comentaristas ocidentais, com seu foco nos direitos dos uigures, de hipocrisia e duas medidas em relação ao terrorismo".

### Rússia
Tanto os veículos de mídia quanto o governo russo acusam constantemente a mídia ocidental de ter um viés anti-Rússia. Em 2018, a Human Rights Watch escreveu que o Ministro de Relações Exteriores russo promoveu teorias da conspiração sobre a mídia ocidental e denunciou sua cobertura em jornalismo crítico. Em 2005, a Rússia criou o canal Russia Today (hoje conhecido como RT). Em artigo para a Columbia Journalism Review, Julia Ioffe afirma que a RT é um instrumento de soft power e propaganda criado para combater a mídia ocidental e promover a política internacional russa. No segundo semestre de 2012, entre 2,25 e 2,5 milhões de bretões assistiram ao canal RT. Assim, ele tornou-se o terceiro canal de notícias 24 horas no Reino Unido, atrás da BBC News e Sky News.
Andrei P. Tsygankov escreveu um artigo sobre os editoriais da The New York Times, The Washington Post e o The Wall Street Journal sobre política russa entre 2008 e 2014. Ele concluiu que os editoriais possuiam uma visão extremamente negativa sobre o governo russo, especialmente em temas como "eleições, oposição e direitos das minorias, o sistema judicial, proteção dos direitos de propriedade, liberdade de imprensa, desenvolvimento de ONGs e da sociedade civil, proteção dos cidadãos contra crime e terrorismo, mecanismos para a transferência de poder, as atitudes de Putin e Medvedev e relações com os países ocidentais". Tsygankov afirma que os editoriais falharam em refletir adequadamente "pontos de vistas neutros e positivos, como o progresso relativo do país e suas dificuldades objetivas" para que isso aconteça. Em contraste, James Nixey, do Programa Eurásia da Chatham House, argumentou que um editorial justo não envolve falsa equivalência entre as ações russas e ocidentais, e a cobertura negativa da Rússia é justificável pela conduta do país na Crimeia, Georgia e Síria, além de seu péssimo histórico de ações contra os direitos humanos.